# Ijma
Ijma' (árabe: إجماع, romanizado: ijmāʿ, lit. 'consenso') é um termo árabe que se refere ao consenso ou acordo da comunidade islâmica sobre um ponto da lei islâmica. Os muçulmanos sunitas consideram o ijmā' uma das fontes secundárias da lei Sharia, depois do Alcorão e da Suna. Exatamente qual grupo deve representar a comunidade muçulmana para chegar ao consenso não é acordado pelas várias escolas de jurisprudência islâmica.